# Kobayashi Kokei

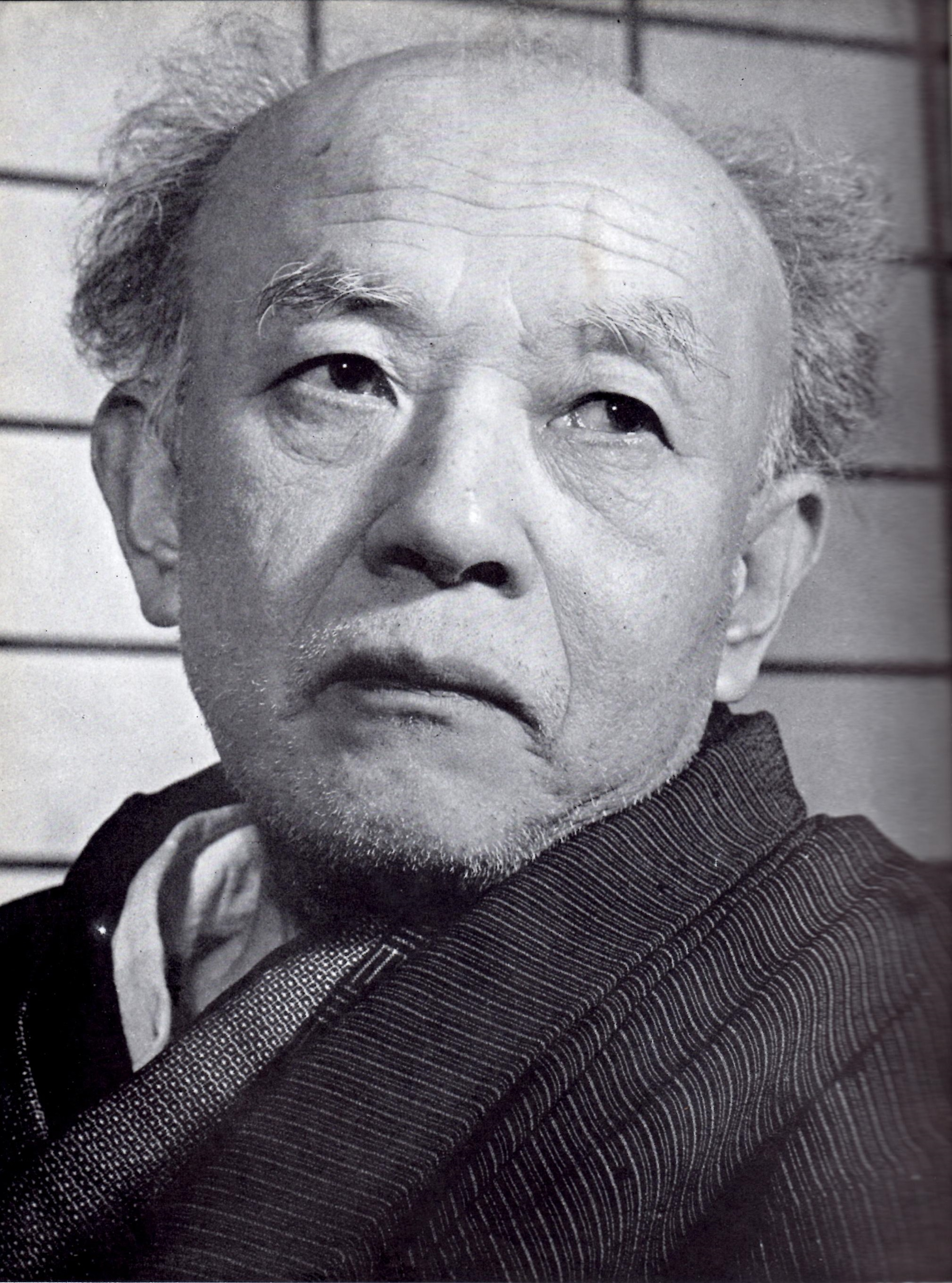
Kobayashi Kokei

Kobayashi Kokei (japanisch 小林 古径; * 11. Februar 1883 in Takada, heute Jōetsu; † 3. April 1957) war ein japanischer Maler des Nihonga-Stils.

## Leben und Wirken
Geboren in Takada in der Präfektur Niigata als Kobayashi Shigeru, begann er früh Nihonga zu studieren. 1899 ging er nach Tokyo, und bildete sich weiter in der Schule des Kajita Hanko. Im selben Jahr nannte er sich Kokei und reichte zum ersten Mal ein Werk ein für die Ausstellung der privaten Kunstschule Nihon Bijutsuin. 1907 wurde er Mitglied in der Gesellschaft Tatsumi Gakkai und stellte in der Ausstellungsreihe „Bunten“ aus. Drei Jahre später wurde er Mitglied in der Kōji-kai, einer Vereinigung junger Nihonga-Maler. Sein in der sechsten „Bunten“-Ausstellung gezeigtes Werk „Quelle im Paradies“ (極楽井, Gokuraku-i) wurde mit einem Preis bedacht. 1914 zeigte er sein Werk „Ketzerei“ (異端, Itan) im Rahmen der wiederbelebten „Inten“-Ausstellung und wurde Mitglied in dieser Vereinigung, in der er zu einer der zentralen Figuren aufstieg.
Seine frühen Bilder wie „Amida-Halle“ (阿弥陀堂, Amida-dō, 1915) und „Taketori-Erzählung“ (竹取物語, Taketori Monogatari, 1917) waren romantisch mit historischen Bezügen. Später malte er realistischer, wie seine Werke „Im Bad“ (いでゆ, Ideyu, 1918) und „Mohnblumen“ (ケシ, Keshi, 1921) zeigen. 1922 bis 1923 reiste er mit Maeda Seison durch Europa und machte eine Kopie des Bildes „Ermahnung der Hofdamen“ des chinesischen Künstler Gu Kaizhi im Britischen Museum.
Kokei wurde 1935 Mitglied der Akademie der Künste und 1944 Professor an der „Tōkyō Bijutsu Gakkō“ und wurde gleichzeitig Berater des Kaiserlichen Hofamtes. 1950 wurde er mit dem Orden für kulturelle Verdienste ausgezeichnet. Weitere Werke von ihm sind das Stellschirm-Paar „Kranich und Truthahn“ (鶴と七面鳥, Tsuru to  Shichimenchō, 1928), „Prinzessin Kiyo“ (清姫, Kiyohime, 1930), „Haare“ (髪, Kami, 1931) und „Mais“ (トウモロコシ, Tōmorokoshi, 1939). „Amida-Halle“ und „Haare“ sind auch als Briefmarken der japanischen Post erschienen.

## Bilder

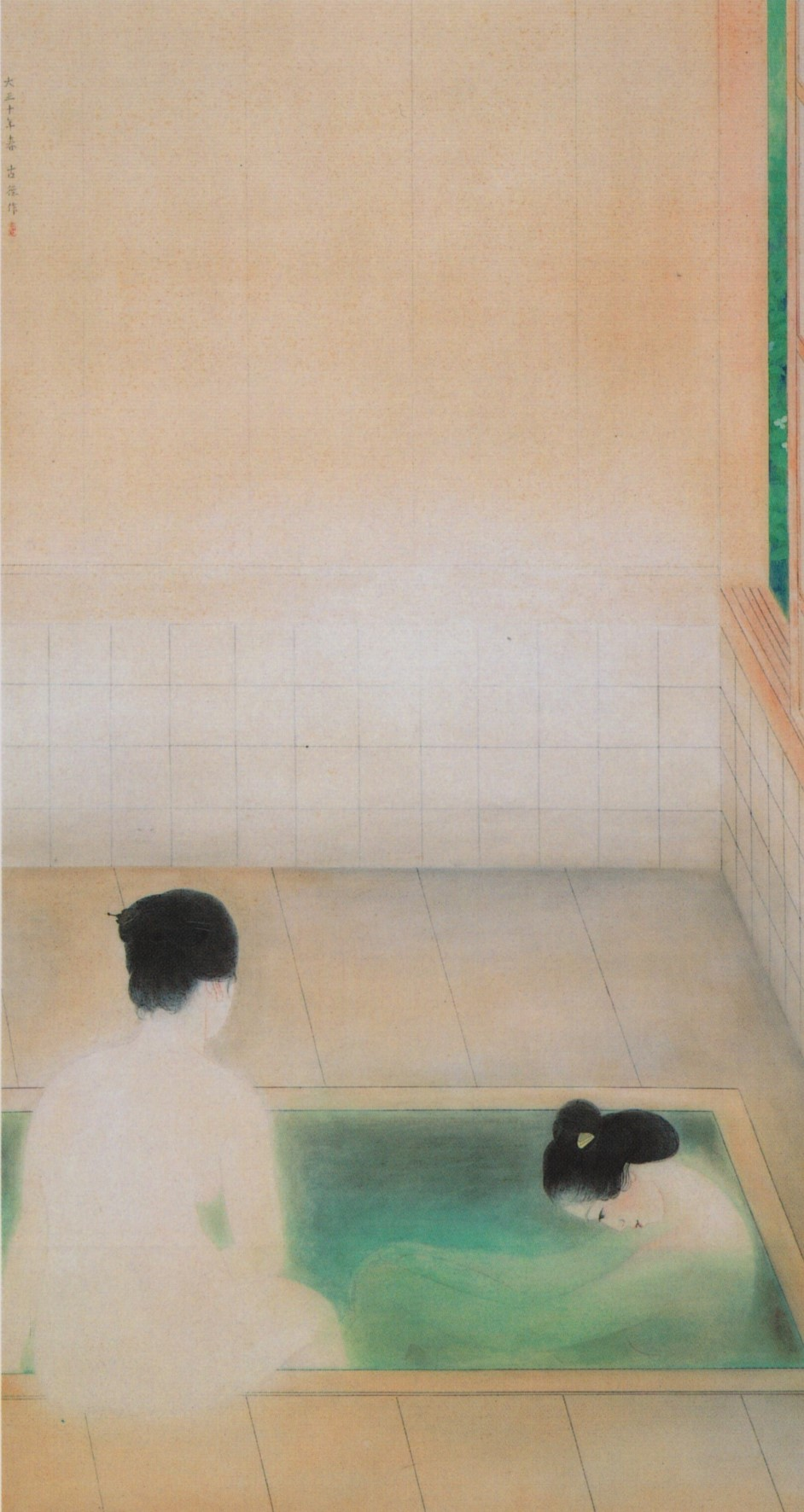
Im Bad (1918)
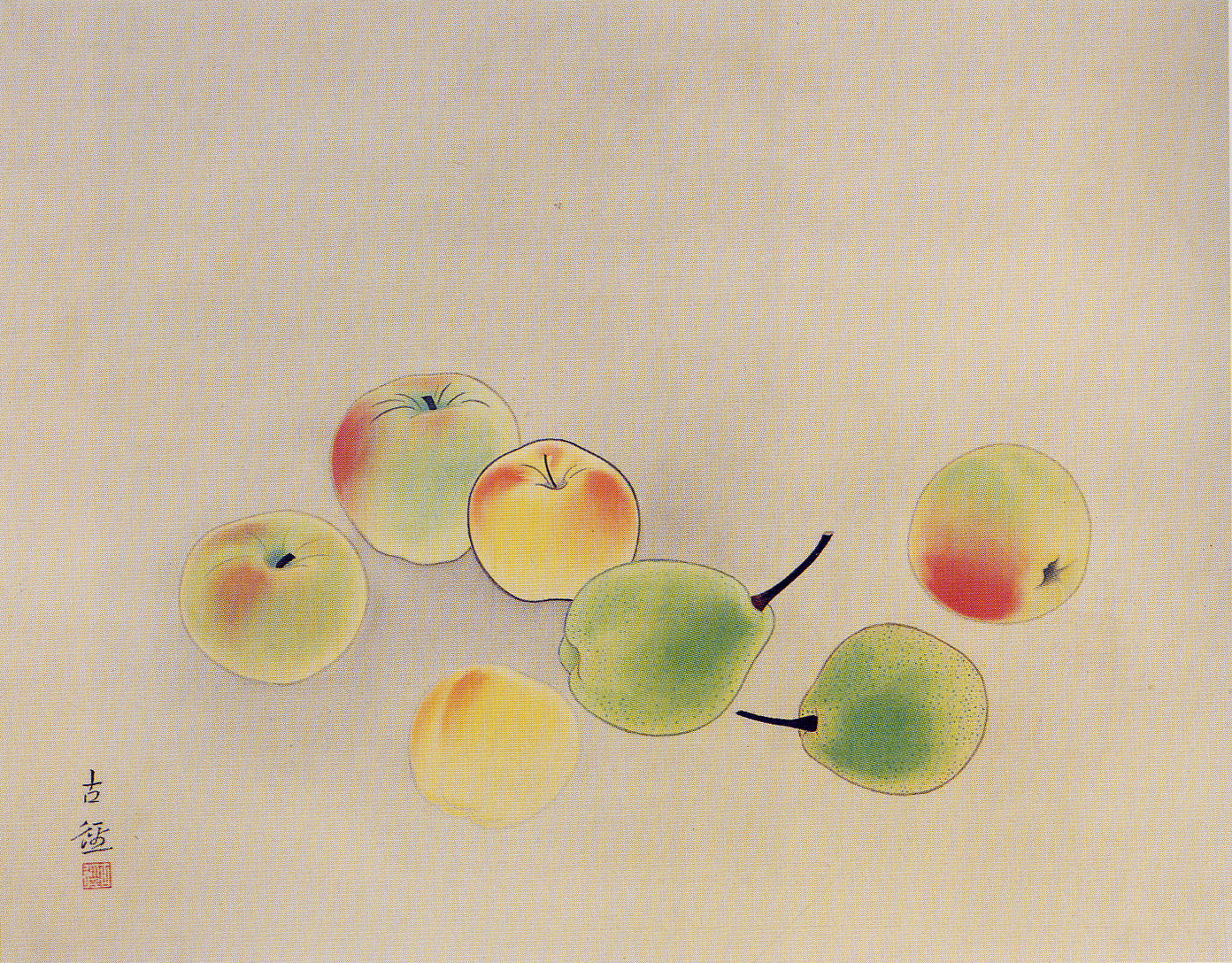
Früchte
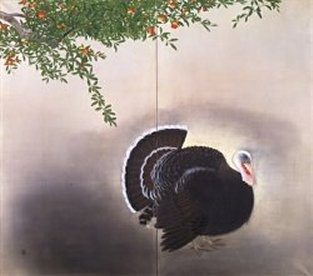
Truthahn
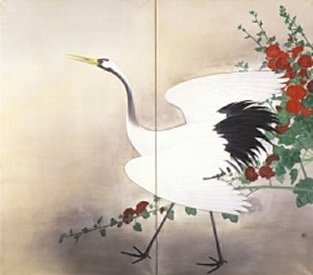
Kranich
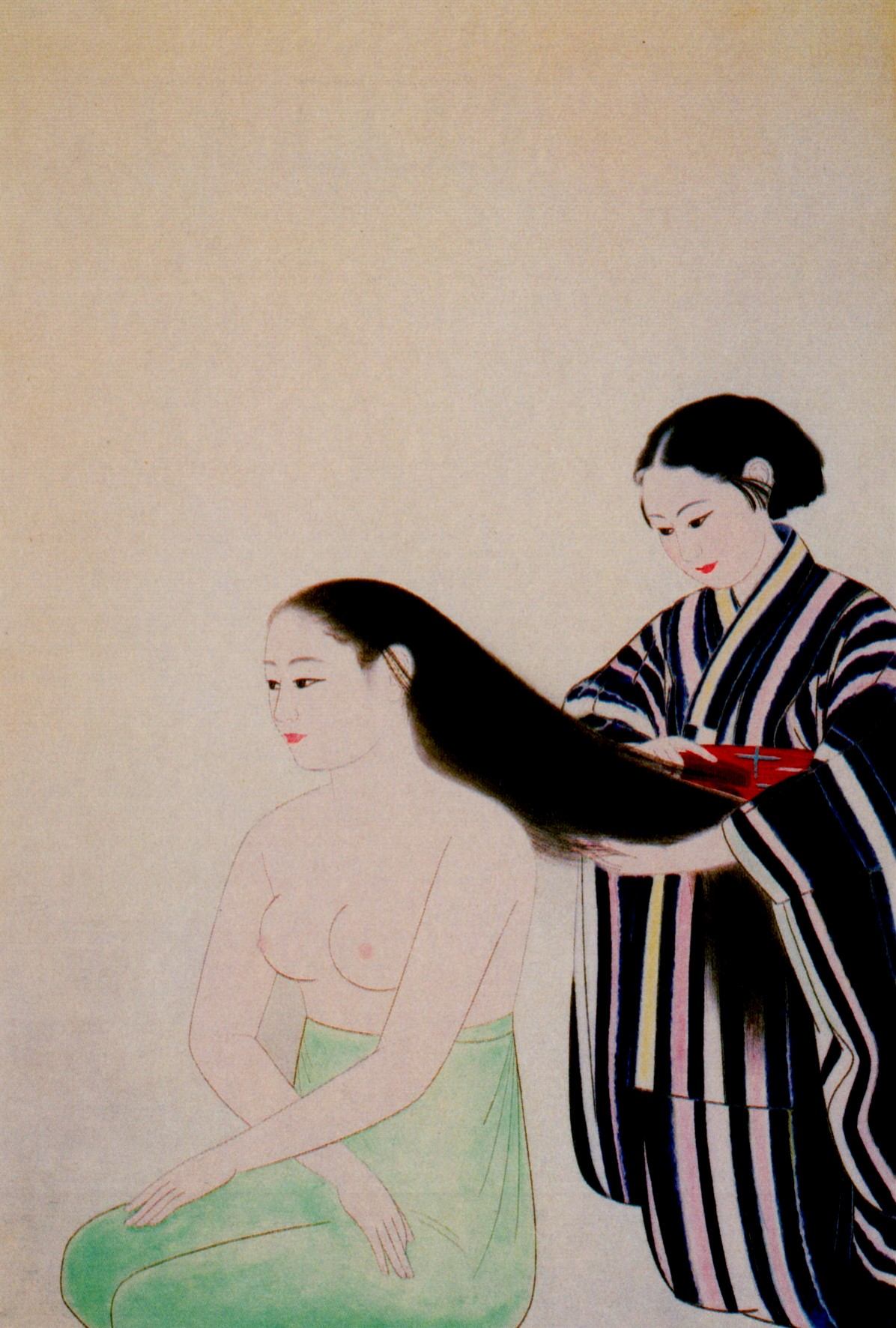
Haare (1931)